# Psilopa pectinata
Psilopa pectinata är en tvåvingeart som beskrevs av Friedrich Georg Hendel 1931. Psilopa pectinata ingår i släktet Psilopa och familjen vattenflugor. Inga underarter finns listade i Catalogue of Life.